# Дворец спорта и молодёжи имени Али Алиева
Дворец спорта и молодёжи им. Али Алиева — российский мультиспортивный крытый дворец спорта, расположенный в г. Каспийске (Дагестан). Назван в честь прославленного советского борца вольного стиля, пятикратного чемпиона мира А. З. Алиева. Является игровой ареной волейбольного клуба «Дагестан». С 30 апреля по 6 мая 2018 года домашняя арена чемпионата Европы по спортивной борьбе.

## История
Автором проекта стадиона стал болгарский архитектор, президент международной Академии архитектуры Георгий Стоилов, который непосредственно контролировал ход работ и вносил конструктивные изменения в процессе строительства. Торжественное открытие спортивного объекта состоялось 22 мая 2010 года. В церемонии приняли участие возглавлявший тогда республику Дагестан Магомедсалам Магомедов, президент Федерации спортивной борьбы России Михаил Мамиашвили, первый олимпийский чемпион по вольной борьбе на Северном Кавказе Загалав Абдулбеков, трёхратный олимпийский чемпион Бувайсар Сайтиев и многие другие уважаемые представители борцовского сообщества.
Первым спортивным соревнованием стал 41-й международный турнир по вольной борьбе памяти пятикратного чемпиона мира Али Алиева, который стартовал в день открытия арены и продлился два дня.
24 августа 2017 года, во время проведения Чемпионата мира, Бюро Объединённого мира борьбы (UWW) на заседании в Париже (Франция) утвердило российский город Каспийск местом проведения Чемпионата Европы по борьбе в 2018 году по трём стилям борьбы. Впервые в истории Дагестан примет Чемпионат Европы.
В конце ноября 2017 года стало известно, что спорткомплекс меняется под стандарты UWW. Возведётся за счёт расширения комплекса разминочный зал, также ведутся переговоры с фирмами, занимающимися установкой системы контроля доступа. В начале января 2018 года заместитель министра по физической культуре и спорту Дагестана Гайдарбек Гайдарбеков заявил, что инфраструктура города Каспийска и спорткомплекс имени Али Алиева будут готовы к концу февраля 2018 года для проведения турнира. 23 марта 2018 года министр по физической культуре и спорту республики Дагестан Магомед Магомедов заявил, что подготовка к чемпионату идёт даже на опережение тех сроков, которые у нас есть, 1 апреля планируется сдать зал Дворца спорта, а 15 апреля — срок полной боевой готовности всей арены.
14 апреля 2018 года на территории, прилегающие к дворцу спорта прошёл субботник, в преддверии чемпионата Европы.

## Общая информация
Дворец спорта и молодёжи имени Али Алиева является самым большим крытым спортивным сооружением в Северо-Кавказском федеральном округе. Общая площадь современного многофункционального спортивного комплекса имени Али Алиева составляет 17 000 квадратных метров. Вместимость сооружения — 5000 посадочных мест с возможностью расширения до шести тысяч. А в его 10 залах могут одновременно заниматься спортом более тысячи человек.

## Крупные спортивные мероприятия
- 2010—н.в. — Международные турниры по вольной борьбе памяти пятикратного чемпиона мира Али Алиева.
- 2010—н.в. — Международные турниры по боксу памяти Магомед-Салама Умаханова.
- 2011 — Кубок мира по борьбе.
- 2011 — Чемпионат России по тхэквондо.
- 2013—н.в. — Всероссийские турниры по волейболу памяти Расула Гамзатова.
- 2014—н.в. — Международные турниры по греко-римской борьбе среди юниоров памяти Сураката Асиятилова.
- 2015 — Чемпионат России по вольной борьбе[10].
- 2017 — Чемпионат России по женской борьбе.
- 2017 — Fight Nights Global 51, 58, 66, 73
- 2018 — Кубок Каспия по вольной борьбе.
- 2018 — Чемпионат Европы по грэпплингу.
- 2018 — Чемпионат Европы по борьбе.
- 2018 — чемпионат мира по версии Всемирной федерации боевого самбо.
- 2018 — чемпионат России по каратэ WKF.
- 2022 — Первенство России по вольной борьбе среди юниоров до 21 года памяти Героя России Нурмагомеда Гаджимагомедова[11]
- 2023 — Чемпионат России по вольной борьбе.
- 2023 — Чемпионат России по женской борьбе.
- 2023 — Вечер профессионального бокса[12].
- 2025 — Чемпионат России по тхэквондо[13].